# Real mexicano
El real fue una denominación de moneda en México que se mantuvo vigente hasta su cambio en 1863 por el gobierno de Benito Juárez, siguiendo la ordenanza de la Constitución de 1857 que implantaba de jure un sistema monetario decimal. Sin embargo, el antiguo sistema de fracciones de octavos se continuó utilizando de facto. Las equivalencias eran de 1 escudo de oro por 16 reales de plata o 128 tlacos. El peso se convirtió, en 1897, en la única unidad monetaria vigente en México, con una tasa de cambio de 8 reales por 1 peso.
Las monedas valuadas en reales emitidas por primera vez en México pertenecían al real colonial español. En 1822 se comenzaron a emitir monedas del real de México. En 1863, México comenzó a emitir monedas valuadas en centavos, la fracción del peso mexicano, pero las monedas denominadas en reales (en particular, las monedas de 8 reales) siguieron siendo acuñadas hasta 1897.

## Monedas

### Período colonial
Las monedas de plata fueron emitidas en denominaciones de ¼, ½, 1, 2, 4 y 8 reales; y las monedas de oro en denominaciones de ½, 1, 2, 4 y 8 escudos. Entre 1814 y 1821, monedas de cobre fueron acuñadas en denominaciones de ⅛, ¼, 2 y 4 tlacos.

### Guerra de la Independencia
Durante la Guerra de Independencia de México (1810-1821), las monedas fueron emitidas por numerosas emisoras, siendo proporcionadas tanto para los partidarios como para los opositores de la corona española. Se emitieron monedas en casas de Chihuahua, Durango, Guadalajara, Guanajuato, Nueva Vizcaya, Oaxaca, Real del Catorce, San Fernando de Bexar, San Luis Potosí, Sombrerete, Zacatecas y Morelia. Las monedas de los independentistas fueron acuñadas en varios lugares, incluyendo la Nueva Galicia, Oaxaca, Puebla y Veracruz, en ocasiones también resellando las monedas del virreinato con sus propios cuños.
Entre 1821 y 1823, las monedas fueron emitidas por el gobierno de Agustín de Iturbide. Las monedas eran de ⅛ y ¼ de real (acuñadas en cobre), ½, 1, 2 y 8 reales (acuñadas en plata), y de 4 y 8 escudos (acuñadas en oro).
Los anversos de las monedas de plata y oro tenían una gran variedad de retratos del emperador, con la leyenda «August Dei Prov» y la fecha, o «Augustinus Dei Providentia» y la fecha. En el reverso había varias versiones diferentes del águila mexicana, un águila real (Aquila chrysaetos). Este fue un símbolo tradicional de los aztecas, pero fue cambiado de acuerdo a las tradiciones europeas en heráldica (véase el Escudo Nacional de México).

### Emisiones durante la Primera República
Con la aprobación de la constitución republicana de 1824, los Estados Unidos Mexicanos comenzaron a emitir monedas: las de plata de ½, 1, 2, 4 y 8 reales, y las de oro de ½, 1, 2, 4 y 8 escudos. Se agregaron monedas de plata de ¼ de real en 1842. Se acuñaron en cobre monedas de 1/16, ⅛ y ¼ de real por órdenes del Gobierno Federal en la Casa de Moneda de la Ciudad de México, y por los gobiernos estatales en diversas casas de moneda en todo el país.

### Monedas del Imperio de Maximiliano de Habsburgo
Entre 1864 y 1867, las monedas fueron emitidas por el gobierno de Maximiliano I de México. Las monedas eran piezas en sistema decimal, con las denominaciones de 1 centavo (acuñada en cobre), 5, 10, 50 centavos y 1 peso (acuñadas en plata), y 20 pesos (acuñada en oro).

### Emisiones de la Segunda República
Una vez restaurada la República por Benito Juárez, se continuaron las emisiones tanto en sistema octal (½, 1, 2, 4 y 8 reales; ½, 1, 2, 4 y 8 escudos) como en el decimal (1, 2, 5, 10, 20 y 50 centavos; 1, 2½, 5, 10 y 20 pesos). El sistema octal continuó hasta que la ceca de la Ciudad México dejó de acuñar esas monedas en 1897.

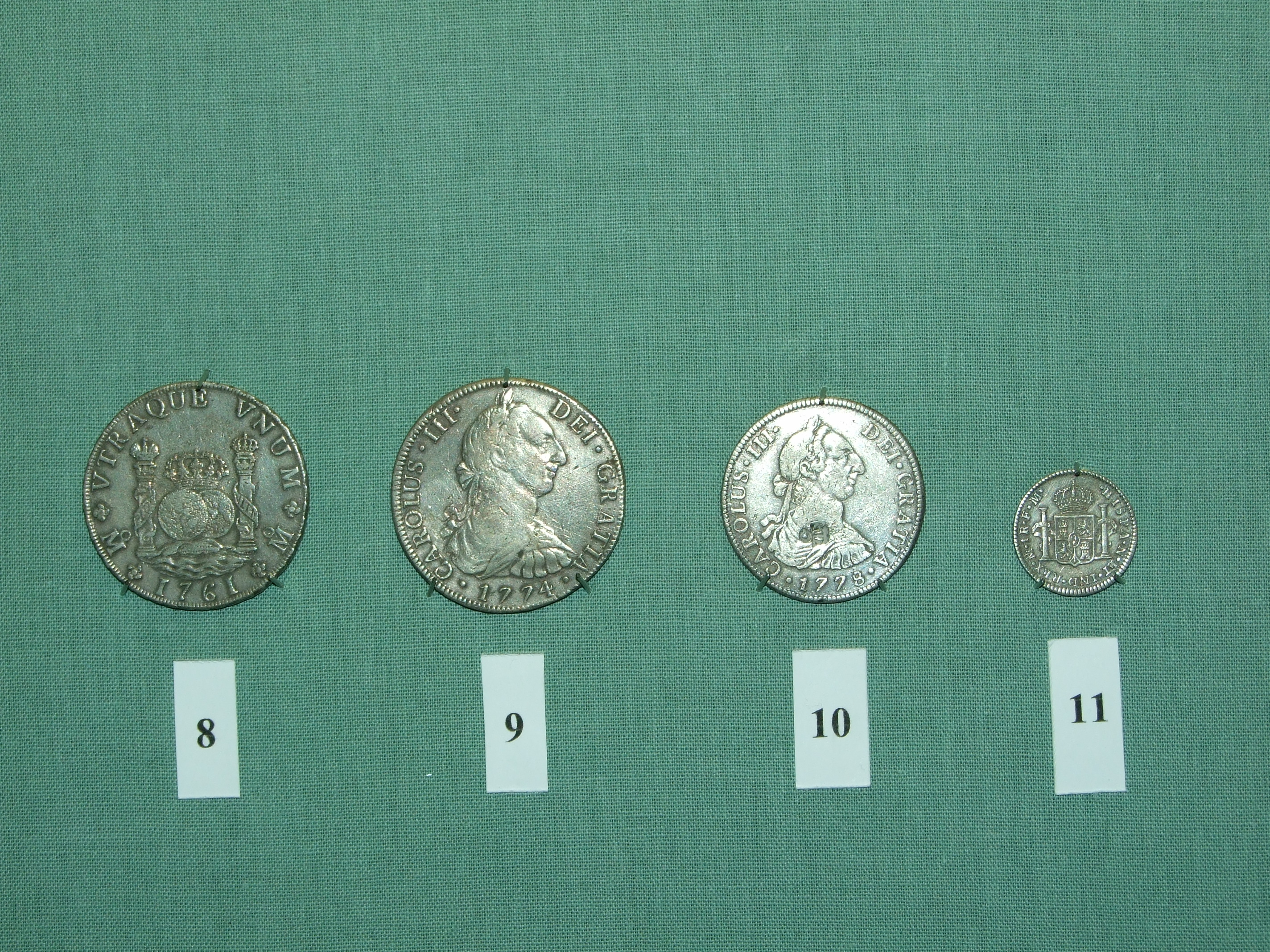
Monedas coloniales de la Nueva España.
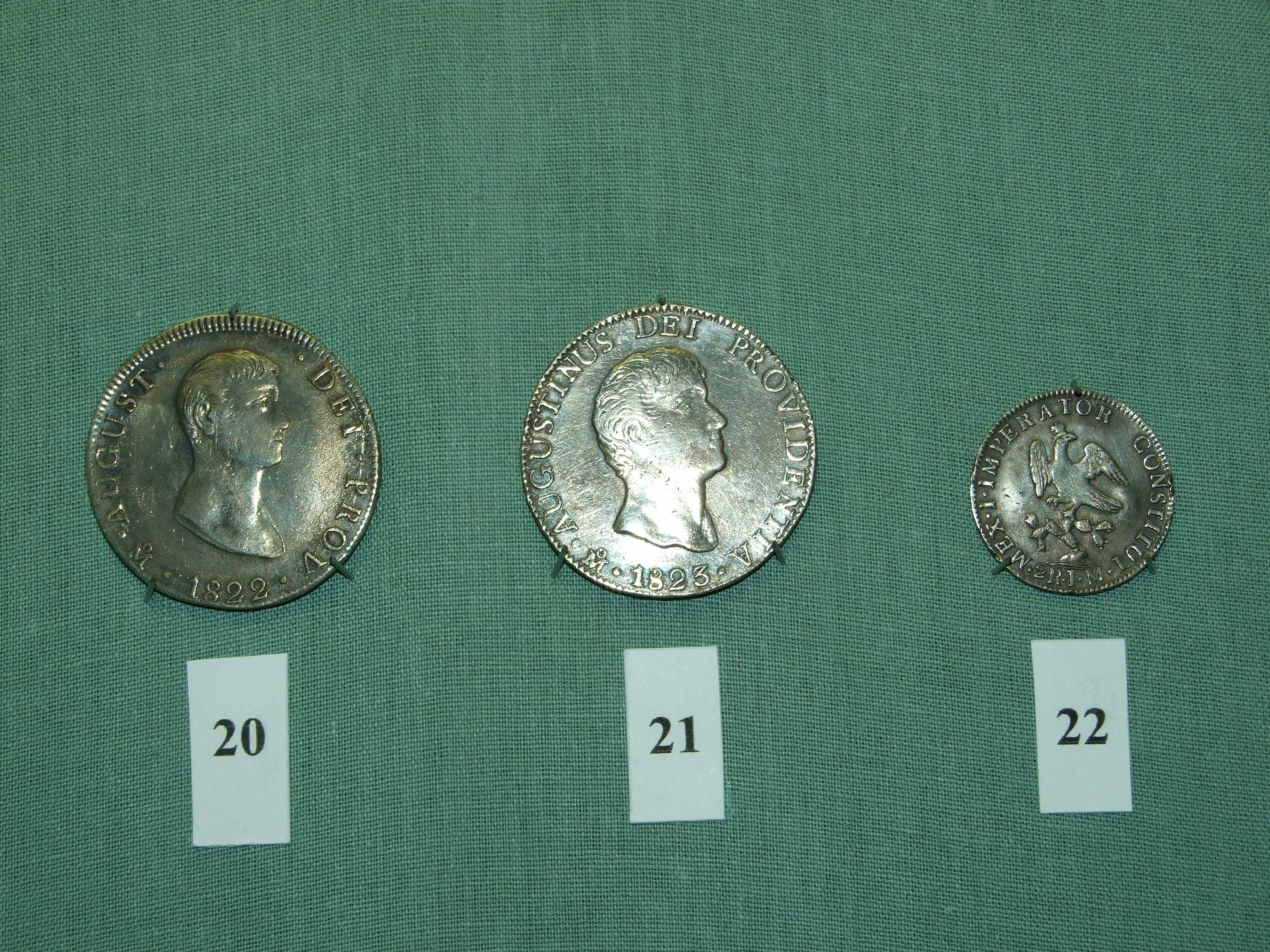
Monedas del Primer Imperio.
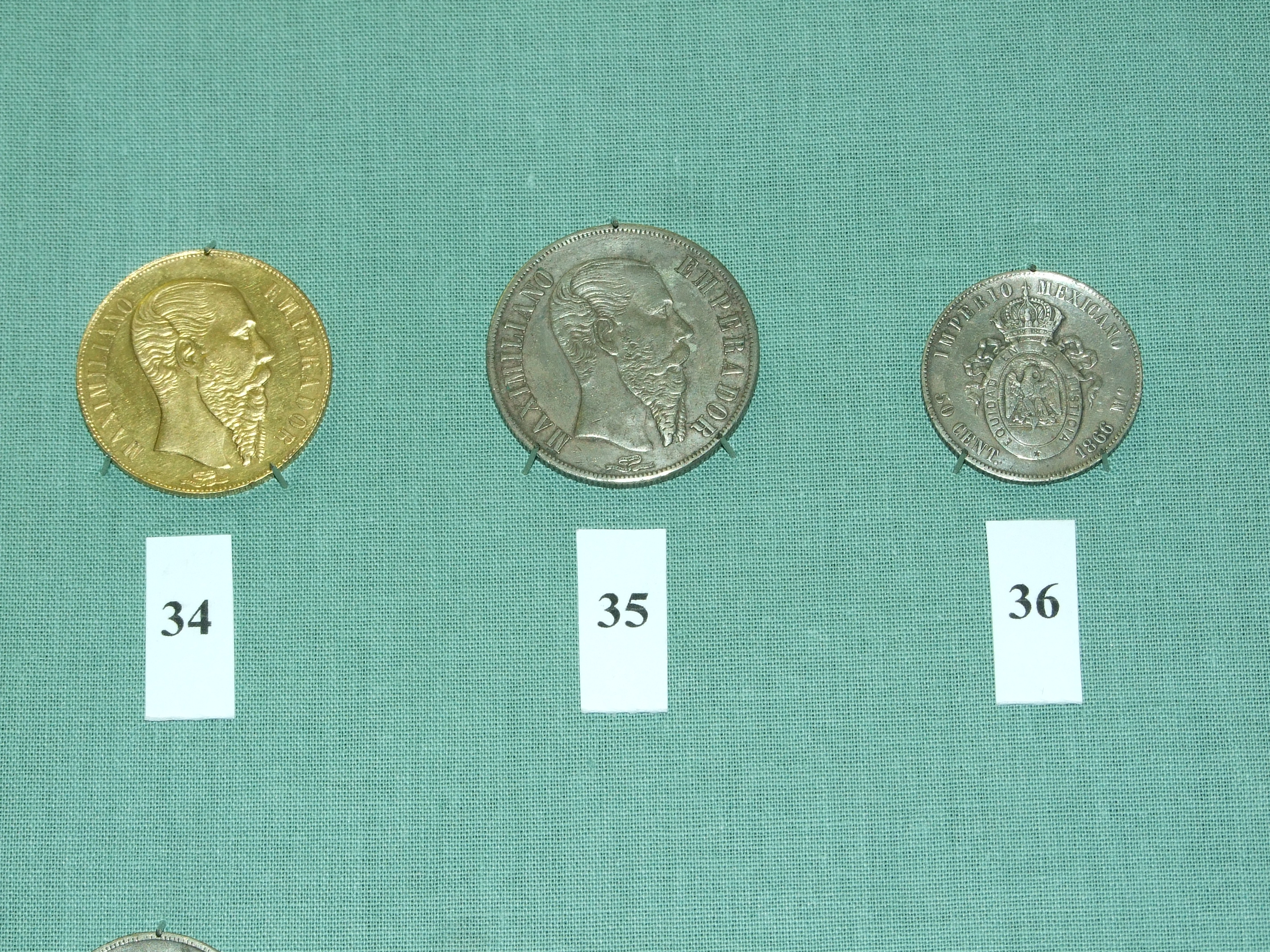
Monedas del Segundo Imperio.
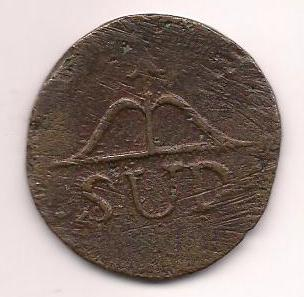
Moneda insurgente de cobre de 8 reales acuñada por Morelos durante la Guerra de Independencia.
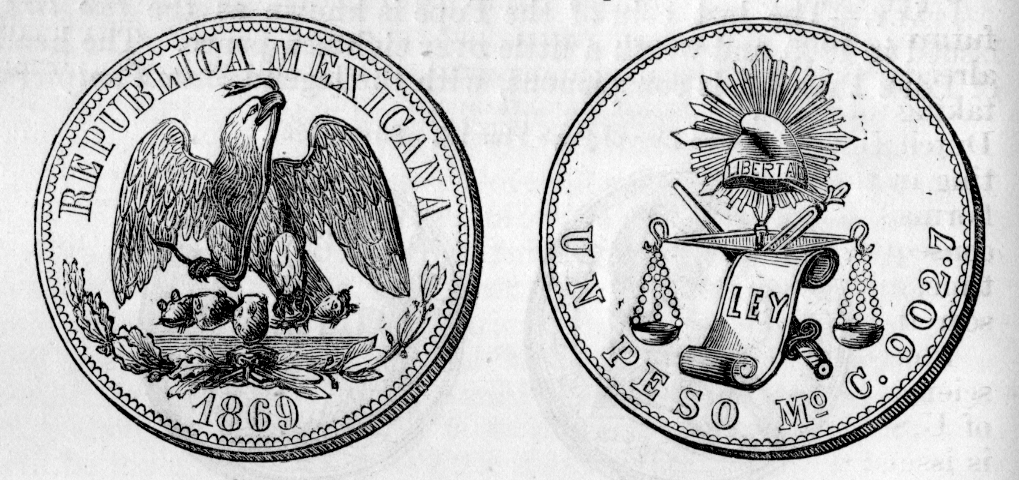
Moneda republicana de 1 peso, de 1869.
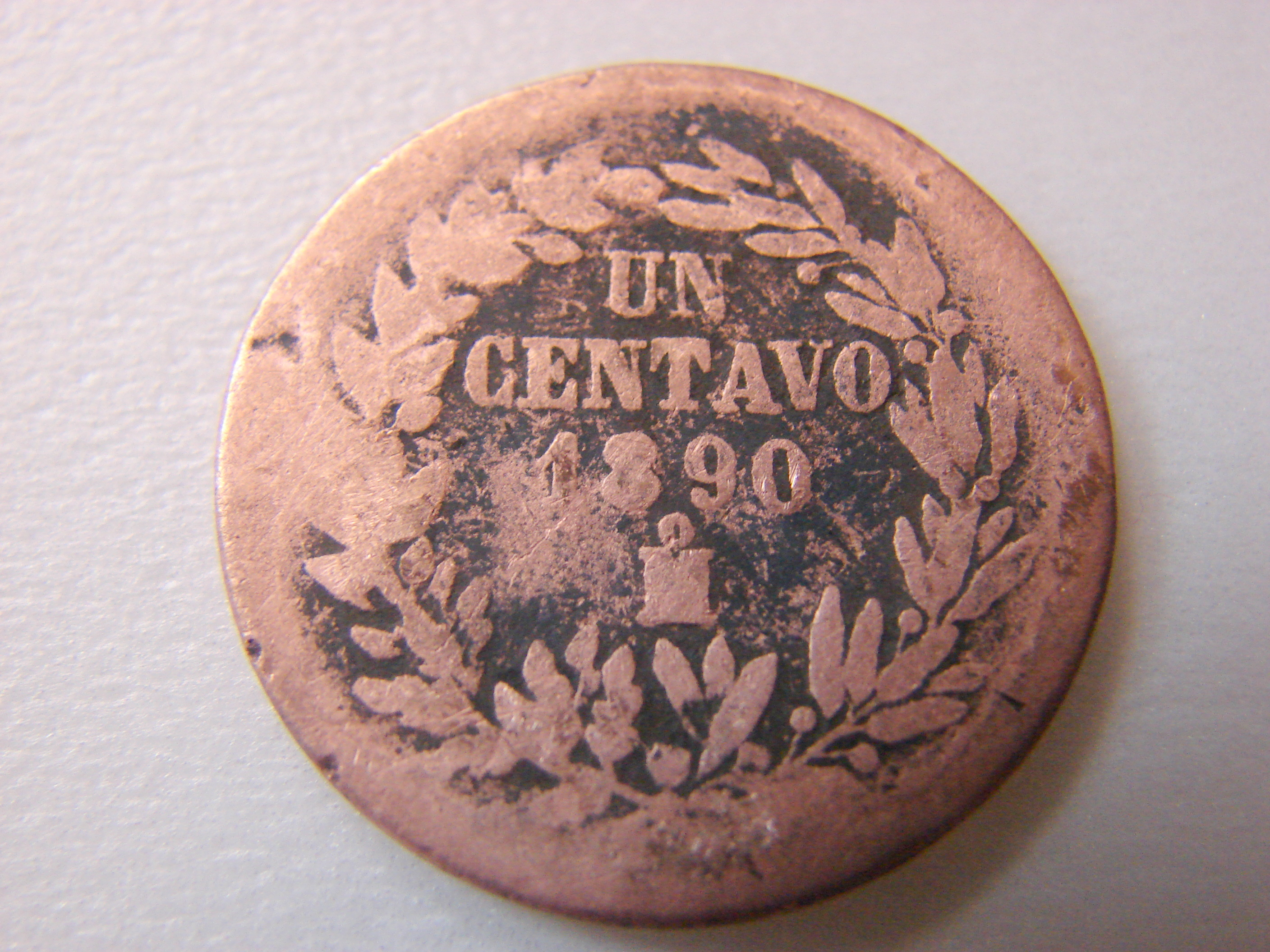
Anverso de una moneda republicana de 1 centavo, de 1890.
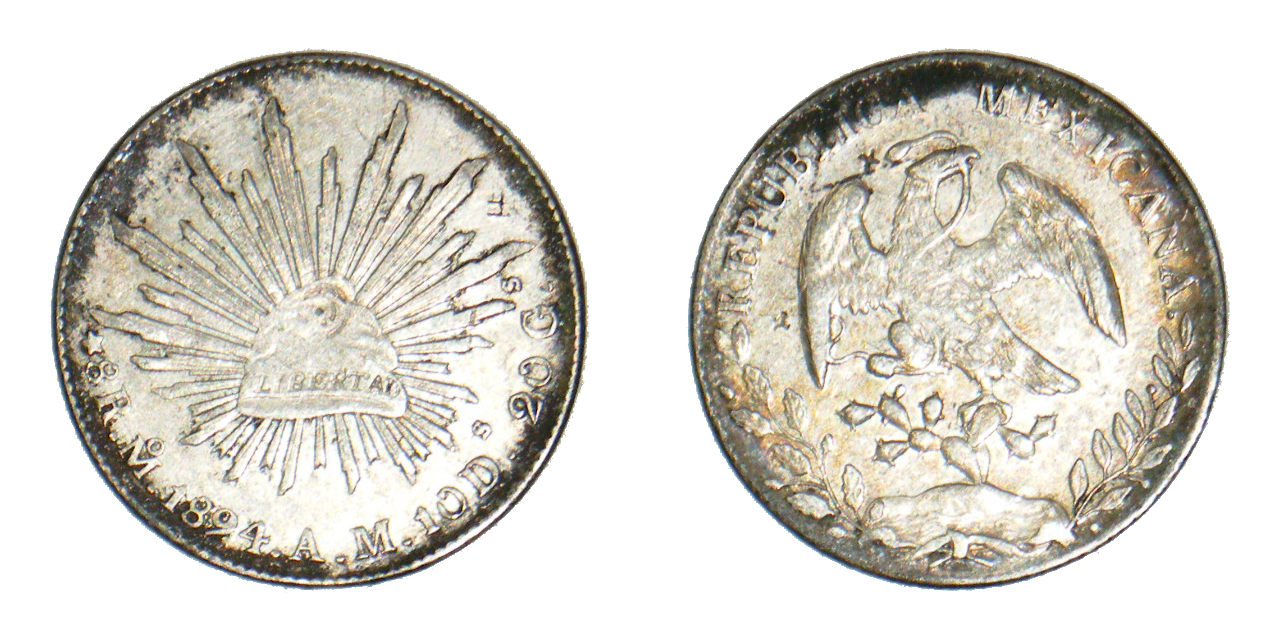
Moneda republicana de 8 reales, de 1894.